# Bristol Belvedere
Бристоль «Бельведер» (англ. Bristol Type 192 Belvedere) — британский военно-транспортный вертолёт продольной схемы. Разработан и производился предприятием Bristol Aeroplane Company. Первый полет — 1958 г. Эксплуатировался Королевскими ВВС Великобритании в 1961-1969 г. Выпущено 26 вертолетов.

## Разработка. Конструкция вертолета
Вертолет Bristol Belvedere был разработан на основе предыдущей модели Bristol Type 173 (16-местного вертолета, работы по которому были прекращены в 1956 году). Изначально модель Bristol разрабатывалась по спецификациям флотских заказчиков (военно-морской флот Великобритании и Канады) в качестве противолодочного вертолета. Впоследствии флот утратил интерес к машине, и вертолет был адаптирован к армейским требованиям. Машина оказалась вполне пригодной для использования в качестве военно-транспортного вертолета, и было принято решение о выпуске небольшой серии вертолетов под обозначением Belvedere HC Mark 1.
Вертолет был выполнен по продольной схеме, конструкция фюзеляжа и роторов цельнометаллическая. Два ротора соединены синхронизирующим валом, возможно продолжение полета при отказе одного двигателя. Длинные стойки шасси обеспечивали высокое положение фюзеляжа для подвески противолодочной торпеды, хотя машина никогда не использовалась в противолодочном варианте.
Предполагался выпуск вертолета в гражданском пассажирском варианте, но заказов на новую машину не поступило.

## Эксплуатация
Великобритания
- Royal Air Force
  - No. 26 Squadron RAF
  - No. 66 Squadron RAF
  - No. 72 Squadron RAF

Первый прототип поступил на летные испытания на базу RAF Odiham, вскоре преобразованную в эскадрилью 66 (No. 66 Squadron RAF) в 1961. В ходе испытаний обнаружились проблемы с запуском двигателей. Данный прототип использовался в Европе, Африке, южной Аравии, Борнео. Машины эксплуатировались также в 72-м и 26-м эскадрильях RAF. Вертолет окончательно выведен из эксплуатации к 1969 г.
Вертолеты принимали участие в боевых действиях в Адене и на Борнео.

## Лётно-технические характеристики
Экипаж: 3
Вместимость: 19 солдат или 12 раненых на носилках,+ медработник
Полезная нагрузка 2,700 кг
Длина 16.56 м
Диаметр несущего ротора 14.9 м
Высота 5.18 м
Вес пустой 5,159 кг
Максимальный взлетный вес 8,600 кг
Силовая установка - 2 ТВД Napier Gazelle мощностью по 1,465 л.с.
Крейсерская скорость 222 км/ч
Дальность 720 км
Практический потолок 3660 м